# كتيلة حريرية
كتيلة حريرية (الاسم العلمي:Chiliadenus sericeus) هي نوع من النباتات تتبع جنس الكتيلة من الفصيلة النجمية.